# 安德森克羅斯羅茲 (特拉華州)
安德森克羅斯羅茲（英語：Anderson Crossroads）是位於美國特拉華州蘇塞克斯縣的一個非建制地區。該地的面積和人口皆未知。

## 地理
安德森克羅斯羅茲的座標為38°51′31″N 75°22′12″W / 38.85861°N 75.37000°W，而該地的平均海拔高度為7米（即23英尺）。